# مقاطعة مينيدوكا (أيداهو)
مقاطعة مينيدوكا (بالإنجليزية: Minidoka County)‏ هي إحدى مقاطعات ولاية أيداهو في الولايات المتحدة الأمريكية.